# 1726.
◄ | 17. stoljeće | 18. stoljeće | 19. stoljeće | ►
◄ | 1690-ih | 1700-ih | 1710-ih | 1720-ih | 1730-ih | 1740-ih | 1750-ih | ►
◄◄ | ◄ | 1723. | 1724. | 1725. | 1726. | 1727. | 1728. | 1729. | ► | ►►
Arhitektura • Astronomija • Biologija • Glazba • Kazalište • Kemija • Kiparstvo • Knjige • Književnost • Kršćanstvo • Medicina • Politika • Pravo • Promet • Slikarstvo • Znanost

## Smrti
- 25. siječnja – Guillaume Delisle, francuski kartograf i zemljopisac (* 1675.)

## Vanjske poveznice
|  | Zajednički poslužitelj ima još gradiva o temi 1726. |